# Зеркальная антенна
Зерка́льная анте́нна — антенна, у которой электромагнитное поле в раскрыве образуется за счёт отражения электромагнитной волны от металлической поверхности специального зеркала (рефлектора). В качестве источника волны обычно выступает небольшой излучатель, располагаемый в фокусе зеркала. В его роли может быть любая другая антенна с фазовым центром, излучающая сферическую волну. Основная цель зеркальных антенн сводится к преобразованию сферического или цилиндрического фронта волны в плоский фронт.

## История

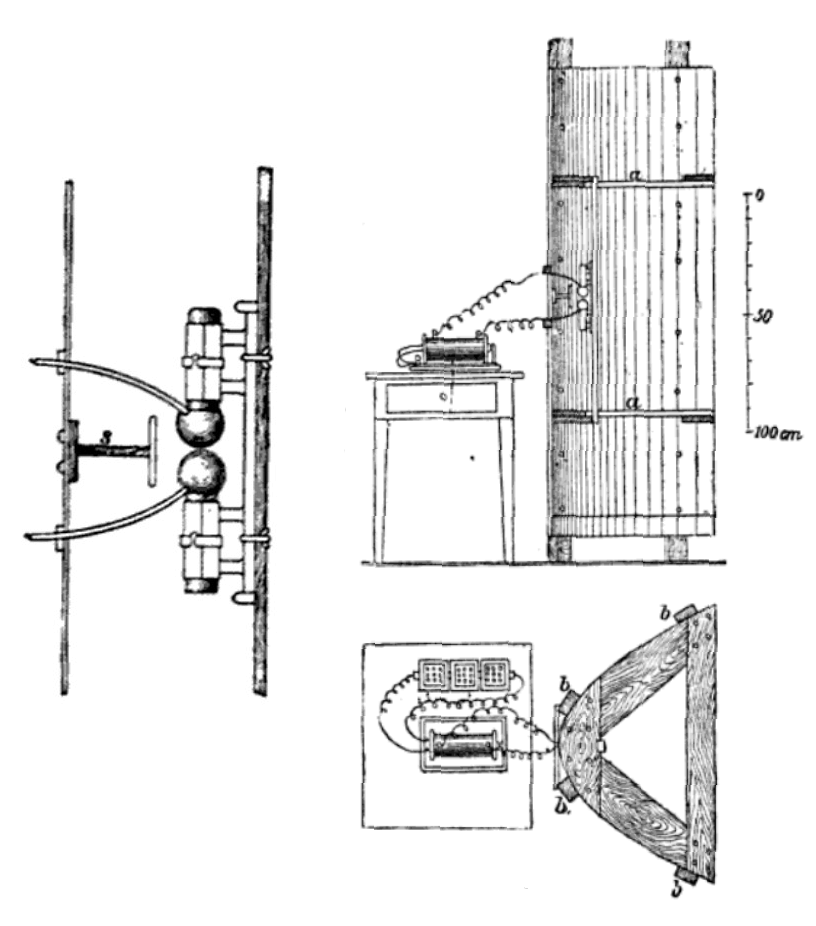
Первая параболическая антенна, разработанная Генрихом Герцем

Параболическая антенна была изобретена немецким физиком Генрихом Герцем в 1887 году. Герц использовал цилиндрические параболические рефлекторы для искрового возбуждения дипольных антенн во время своих экспериментов. Антенна имела размер апертуры в 1,2 метра шириной и использовалась на частоте около 450 МГц. Отражатель был сделан из цинковой листовой стали. С двумя такими антеннами, одна из которых  была передающей, а другая — приёмной, Герц успешно продемонстрировал существование электромагнитных волн, которые 22 годами раньше были предсказаны Максвеллом.
Итальянский изобретатель Гульельмо Маркони использовал параболический рефлектор в 1930-х годах в экспериментах для передачи сигналов на лодку в Средиземном море. В 1931 году была установлена радиорелейная телефонная связь на частоте 1,7 ГГц через Ла-Манш с помощью зеркальной антенны. Первая большая параболическая антенна с диаметром рефлектора 9 м была построена в 1937 году радиоастроном Гроте Ребер в своём дворе. С её помощью он исследовал звёздное небо. 
Разработка радаров во время Второй мировой войны придала толчок разработкам новых форм параболических антенн, были созданы антенны с секторными диаграммами направленности. После войны были созданы параболические антенны с диаметрами зеркала в 60 метров (Медвежьи озёра в СССР), 100-метровый радиотелескоп в Грин-Бэнк, Западная Вирджиния и другие.
В 1960-х зеркальные антенны стали широко применяться для наземных радиорелейных сетей связи. Первая параболическая антенна, используемая для спутниковой связи, была построена в 1962 году на Гунхилли в Корнуолл, Англия, чтобы работать со спутником связи Telstar. Антенна Кассегрена была разработана в Японии в 1963 году в NTT, KDDI и Mitsubishi Electric. Появление в 1980-е годы компьютеров, способных проводить сложные расчёты диаграмм направленности параболических антенн, привело к разработке сложных асимметричных и многозеркальных антенн.

## Общие сведения

Структура зеркальной антенны

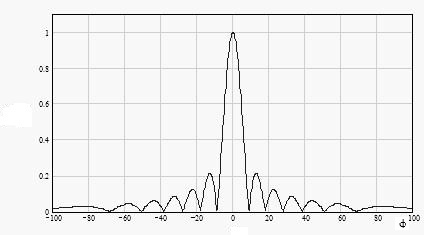
Типовая суммарно разностная диаграмма параболической антенны с боковыми лепестками

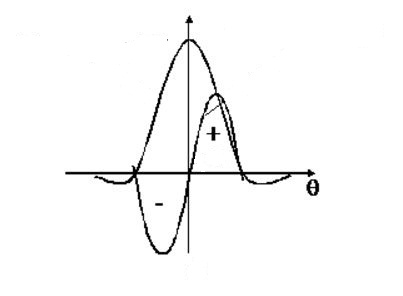
Типовая суммарно разностная диаграмма параболической антенны пеленгатора

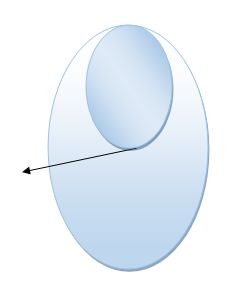
Рефлектор офсетной антенны вырезан сбоку из параболоида вращения

Зеркальные антенны являются одними из самых распространённых узконаправленных антенн диапазона УКВ. 
Обычно в зеркальных антеннах происходит преобразование более широкой диаграммы направленности облучателя в узкую диаграмму направленности самой антенны.
Кромка зеркала и плоскость Z образуют поверхность, называемую раскрывом зеркала. При этом радиус R называется радиусом раскрыва, а угол 2ψ — углом раскрыва зеркала. От угла раскрыва зависит тип зеркала:
- если ψ < π/2 — зеркало называют мелким или длиннофокусным;
- если ψ > π/2 — глубоким или короткофокусным,
- если ψ = π/2 — средним.

Фокус облучателя антенны может располагаться как в фокусе зеркала F, так и быть смещённым относительно него. Если фокус облучателя расположен в фокусе антенны, то она называется прямофокусной. Прямофокусные антенны существуют различных размеров, в то время как осенесимметричные антенны, облучатель которых находится не в фокусе зеркала, обычно не превышают в диаметре более 1,5 м. Такие антенны часто называют офсетными. Преимущество офсетной антенны — это бо́льший коэффициент усиления антенны, что обусловлено отсутствием затенения раскрыва зеркала облучателем. Рефлектор офсетных антенн представляет собой боковую вырезку из параболоида вращения. Фокус облучателей в таких антеннах расположен в фокальной плоскости рефлектора. 
Зеркальная антенна может иметь дополнительное эллиптическое зеркало (двухзеркальная схема Грегори) или дополнительное гиперболическое зеркало (двухзеркальная схема Кассегрена), с фокусами, расположенными в фокальной плоскости зеркальной антенны. При этом облучатель расположен в фокусе дополнительного зеркала.
Зеркальная антенна может иметь одновременно несколько облучателей, расположенных в фокальной плоскости антенны. Каждый облучатель формирует диаграмму направленности, направленную в нужном направлении. Облучатели могут работать в разных диапазонах волн (С, Ku, Ka) или каждый одновременно в нескольких диапазонах.
Расположение фокуса и фокальной плоскости зеркала антенны не зависит от рабочего диапазона волн.
В зависимости от поставленных задач и облучателя зеркальная антенна формирует одну узконаправленную суммарную, суммарно-разностную диаграмму направленности (для пеленгаторов) или одновременно несколько разнонаправленных диаграмм — при использовании нескольких облучателей.

## Типы зеркал
В технике наибольшее распространение нашли следующие типы зеркал:
1. параболические зеркала преобразуют цилиндрическую или сферическую волну в плоскую. Для цилиндрической волны — зеркало представляет собой параболический цилиндр, для сферической волны — параболоид вращения[1].
2. сферические зеркала мало отличаются от параболических зеркал с фокусным расстоянием, равным половине радиуса сферы[1].
3. плоские зеркала в основном используются в вибраторных антеннах и иногда в перископических и остронаправленных[1], при этом система из двух зеркал, находящихся под определённым углом друг к другу, образуют вместе с симметричным вибратором (облучатель) уголковую антенну (тип зеркала в данном случае называют уголковым)[4].
4. зеркала специального профиля чаще представляют собой параболические зеркала с рассчитанным отклонением от параболической поверхности. Основная цель использования таких антенн — формирование диаграммы направленности специальной формы, например, косекансной[1] или любой заданной формы. Зеркала специальной формы могут применяться также для создания диаграммы направленности, комформной зоне обслуживания, в которой работает радиостанция (пример: спутник, базовая станция сотовой связи). Основная цель использования таких зеркал — экономия энергетического ресурса РЭС при максимальном качестве приёма — передачи в зоне обслуживания.

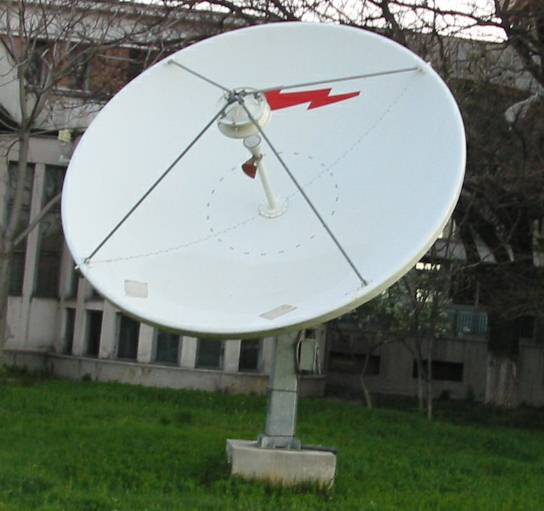
Прямофокусная параболическая зеркальная антенна
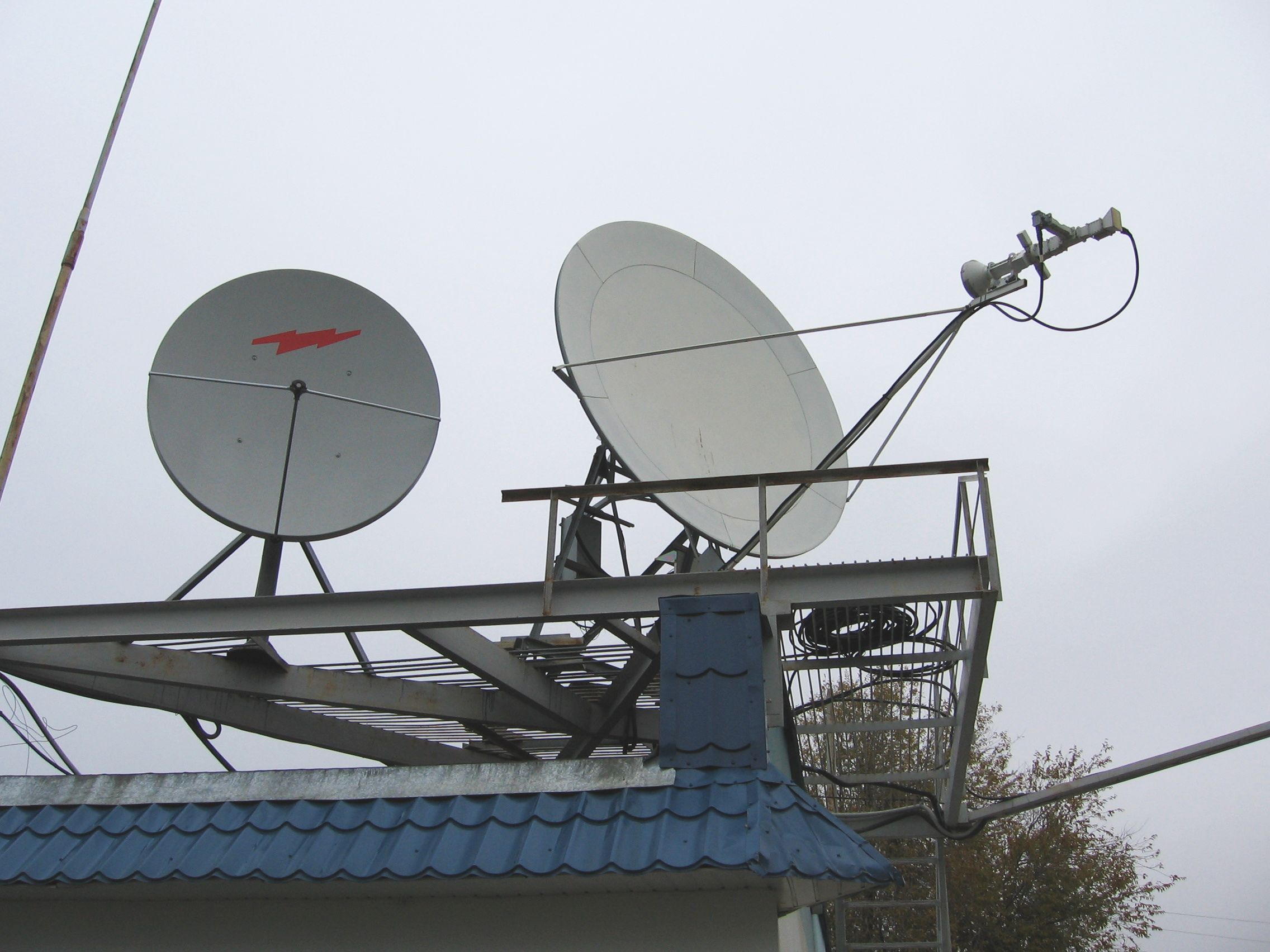
Офсетные параболические зеркальные антенны
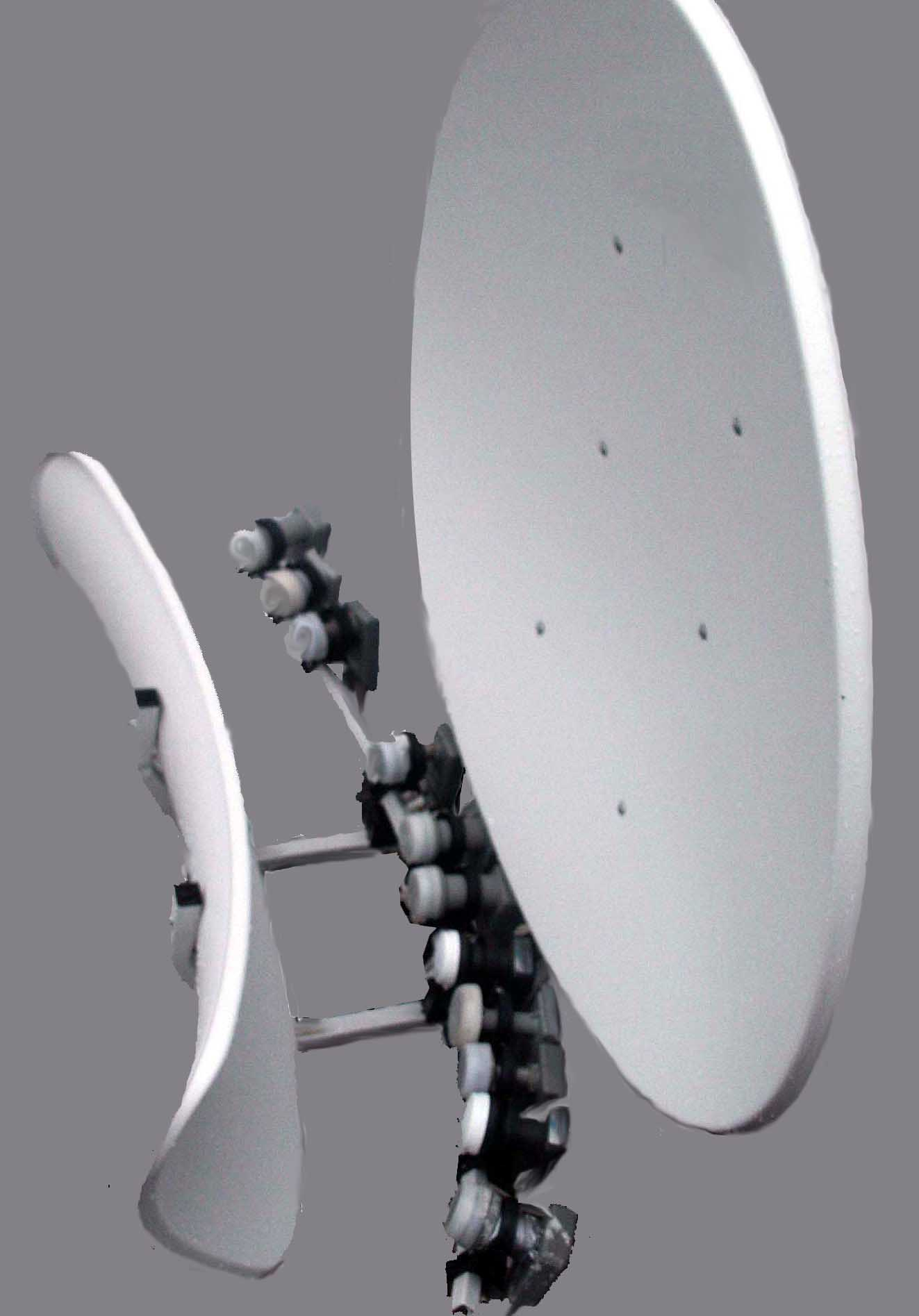
Тороидальная зеркальная антенна
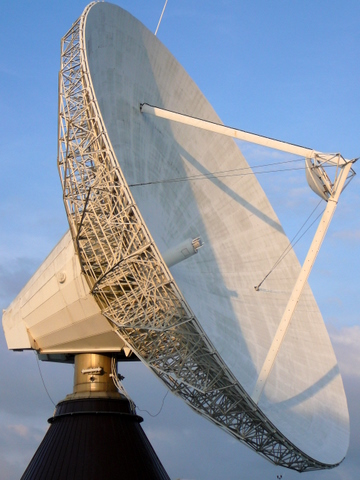
Зеркальная антенна со схемой Кассегрена
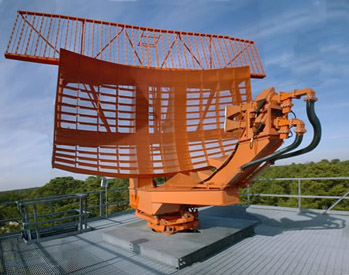
Зеркальная антенна в аэропорту Ганновера, Германия

## Особенности конструкции

Основные типы конструкций параболических антенн

Зеркало обычно состоит из диэлектрической основы (углепластик — для космических антенн), которую покрывают металлическими листами, проводящей краской, фольгой. При этом листы часто являются перфорированными или представляют собой сетку, что обусловлено стремлением снизить вес конструкции, а также максимально снизить сопротивление ветру и осадкам. Однако такое несплошное зеркало приводит к следующим последствиям: часть энергии проникает сквозь зеркало, что приводит к ослаблению КНД антенны, и усилению  излучения позади рефлектора. Эффективность антенны с несплошным зеркалом рассчитывается по формуле {\displaystyle T={\frac {P_{pr}}{P_{pad}}}}, где {\displaystyle P_{pr}} — мощность излучения позади рефлектора, а {\displaystyle P_{pad}} — мощность излучения рефлектора (падающей волны). Если {\displaystyle T<0,01}, несплошное зеркало считают хорошим. Данное условие обычно выполняется при диаметре отверстий перфорированного зеркала менее {\displaystyle 0,2\lambda } и суммарной площади отверстий до {\displaystyle 0,5-0,6} от всей площади зеркала. Для сетчатых зеркал диаметр отверстий не должен превышать {\displaystyle 0,1\lambda }.

## Облучатель
Диаграмма направленности параболической антенны формируется облучателем. Облучателей в антенне может быть один или несколько, соответственно в антенне формируется одна или несколько диаграмм направленности. Делается это, например, для того, чтобы принимать сигнал одновременно с нескольких космических спутников связи. 
Раскрыв облучателей расположен в фокусе параболического рефлектора или в его фокальной плоскости, если используется несколько облучателей в одной антенне. Несколько облучателей формируют в одной антенне несколько диаграмм направленности, это необходимо при наведении одной антенны сразу на несколько спутников связи.
См. также: Облучатель.

## Ширина луча

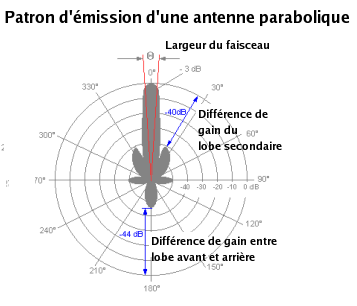
Параметры параболической антенны. Ширина ДН, уровень боковых лепестков, усиление

Угловая ширина луча антенны и её диаграмма направленности не зависит от того, работает ли антенна на приём или на передачу. Ширина луча определяется по уровню половинной мощности луча, то есть по уровню (-3 дБ) от его максимального значения. Для параболических антенн этот уровень определяется по формуле: 
{\displaystyle \theta =k\lambda /d\,},
где K является фактором, который незначительно меняется в зависимости от формы отражателя, а d — диаметр рефлектора в метрах, ширина диаграммы по половинной мощности θ в радианах. Для 2-х метровой спутниковой антенны, работающей C диапазоне (3—4 ГГц на приём и 5—6 ГГц на передачу), эта формула даёт ширину диаграммы направленности около 2,6°.
Усиление антенны определяется по формуле:
{\displaystyle G=\left({\frac {\pi k}{\theta }}\right)^{2}\ e_{A}}
При этом существует обратная зависимость между усилением и шириной луча. 
Параболические антенны больших диаметров формируют очень узкие лучи. Наведение таких лучей на спутник связи становится проблемой, так как вместо основного лепестка можно навести антенну на боковой лепесток.
Диаграмма направленности антенны представляет собой узкий главный луч и боковые лепестки. Круговая поляризация в главном луче задаётся в соответствии с задачами, уровень поляризации в разных местах главного луча разный, в первых боковых лепестках поляризация меняется на противоположную, левая — на правую, правая — на левую.

## Характеристики зеркальных антенн

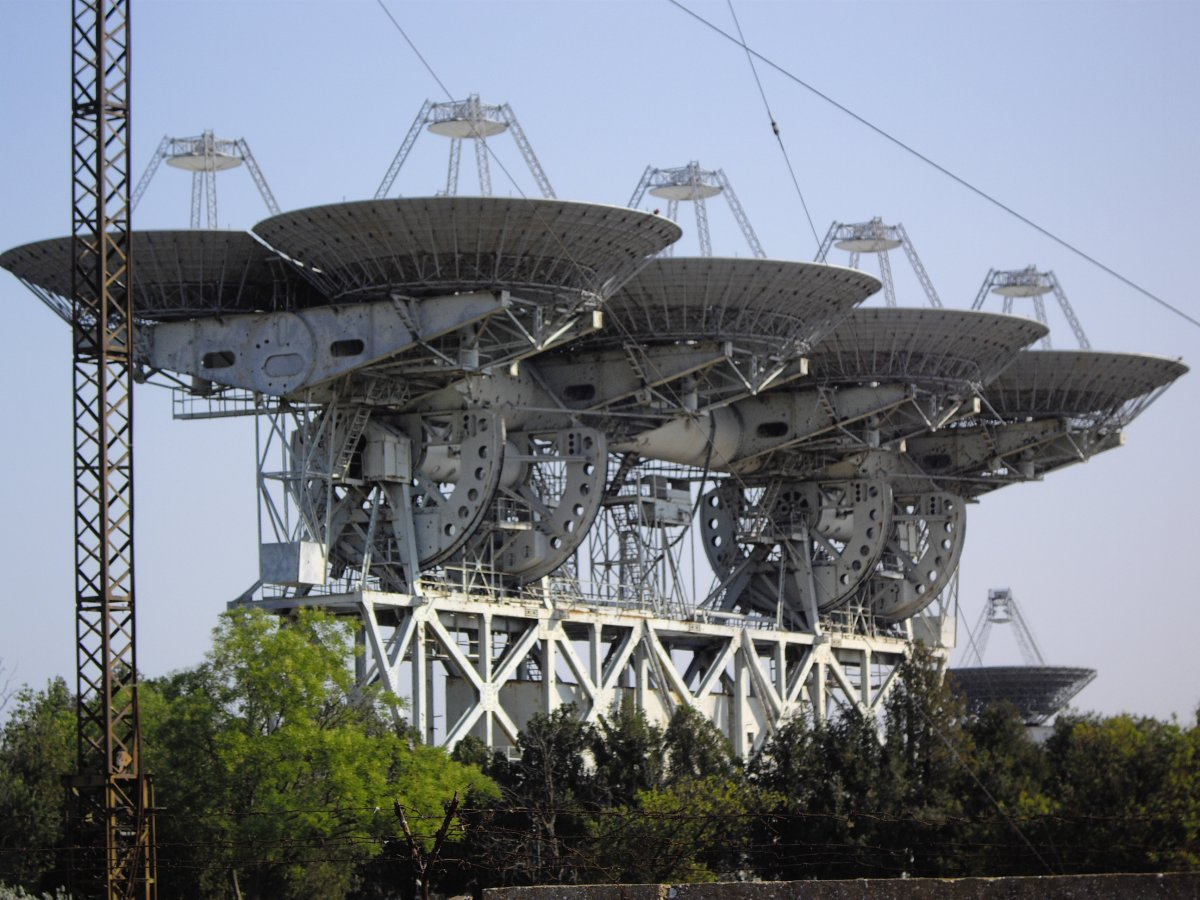
Комплекс антенн АДУ-1000 в Национальном центре управления и испытаний космических средств

Характеристики зеркальной антенны измеряются в дальней зоне.
- Ширина диаграммы направленности (ДН) в заданных плоскостях (Е, Н) или во всех направлениях
- Форма ДН (контурная, круговая)
- Коэффициент направленного действия
- Коэффициент усиления в максимуме ДН антенны[5]
- Эффективная площадь антенны[6]
- КПД антенны
- Уровень боковых лепестков
- КСВ
- Поляризация (круговая-эллиптическая, линейная) и развязка между ортогональными поляризациями.
- Направление вращения поля антенны
- Коэффициент поляризации
- Диапазон рабочих частот
- Допустимые ветровые нагрузки
- Вес (для космических антенн)

## Интересные факты
- В однозеркальной антенне с круговой поляризацией облучатель должен иметь направление вращения поля, противоположное заданному направлению вращения поля антенны.
- Зеркальные антенны с направлением ДН на движущийся объект обычно имеют электропривод для отслеживания углового направления за объектом.
- Измерения ДН больших зеркальных антенн в дальней зоне связано с большими трудностями, связанными со значительными расстояниями от антенн до мест измерения их сигналов. Для измерений ДН используют шумовые сигналы от Солнца, спутников связи, большие коллиматорные антенны.
- Большие зеркальные антенны, расположенные в разных местах планеты Земля, используются в качестве элементов антенных решёток, для исследования дальнего космоса.

## Применение
Параболические антенны используются в качестве антенн с большим усилением для следующих видов связи: радиорелейная связь между близлежащими городами, беспроводная связь WAN / LAN линий связи для передачи данных, для спутниковой связи и связи между космическими аппаратами. Они также используются для радиотелескопов.
Параболические антенны также используются в качестве радиолокационных антенн, управляющих кораблями, самолётами и управляемыми ракетами. С появлением домашних спутниковых телевизионных приёмников, параболические антенны стали особенностью ландшафтов современных городов.